# Xã Bateman, Quận Jackson, Arkansas
Xã Bateman (tiếng Anh: Bateman Township) là một xã thuộc quận Jackson, tiểu bang Arkansas, Hoa Kỳ. Năm 2010, dân số của xã này là 52 người.